# East Midlands
East Midlands – jeden z dziewięciu regionów Anglii, obejmujący jej środkowo-wschodnią część – wschodnią część krainy Midlands. Zajmuje powierzchnię 15 606 km² (12% terytorium Anglii), w 2021 roku zamieszkany był przez 4 880 100 osób (8,6% ludności Anglii).
Największe miasta regionu to Leicester (liczba mieszkańców w 2011 r. – 443 760), Nottingham (289 301), Derby (255 394), Northampton (215 173) i Lincoln (100 160).
W miejscowości Castle Donington działa lotnisko East Midlands Airport, obsługujące cały region, a w szczególności miasta Nottingham, Leicester i Derby, wszystkie znajdujące się w promieniu 30 mil od niego.

## Podział terytorialny
Region East Midlands obejmuje sześć hrabstw ceremonialnych (w tym jedno częściowo). Podzielony jest na 10 jednostek administracyjnych niższego rzędu: 4 hrabstwa niemetropolitalne i 6 jednostek typu unitary authority.

Podział administracyjny regionu East Midlands (legenda: patrz tabela obok)

| Nr na mapie | Hrabstwo ceremonialne | Hrabstwo niemetropolitalne           | Dystrykt niemetropolitalny           |
| Nr na mapie | Hrabstwo ceremonialne | lub jednostka typu unitary authority | lub jednostka typu unitary authority |
| ----------- | --------------------- | ------------------------------------ | ------------------------------------ |
| 1a          | Derbyshire            | Derbyshire                           | High Peak                            |
| 1b          | Derbyshire            | Derbyshire                           | Derbyshire Dales                     |
| 1c          | Derbyshire            | Derbyshire                           | South Derbyshire                     |
| 1d          | Derbyshire            | Derbyshire                           | Erewash                              |
| 1e          | Derbyshire            | Derbyshire                           | Amber Valley                         |
| 1f          | Derbyshire            | Derbyshire                           | North East Derbyshire                |
| 1g          | Derbyshire            | Derbyshire                           | Chesterfield                         |
| 1h          | Derbyshire            | Derbyshire                           | Bolsover                             |
| 2           | Derbyshire            | Derby                                | Derby                                |
| 3a          | Nottinghamshire       | Nottinghamshire                      | Rushcliffe                           |
| 3b          | Nottinghamshire       | Nottinghamshire                      | Broxtowe                             |
| 3c          | Nottinghamshire       | Nottinghamshire                      | Ashfield                             |
| 3d          | Nottinghamshire       | Nottinghamshire                      | Gedling                              |
| 3e          | Nottinghamshire       | Nottinghamshire                      | Newark and Sherwood                  |
| 3f          | Nottinghamshire       | Nottinghamshire                      | Mansfield                            |
| 3g          | Nottinghamshire       | Nottinghamshire                      | Bassetlaw                            |
| 4           | Nottinghamshire       | Nottingham                           | Nottingham                           |
| 5a          | Lincolnshire (część)  | Lincolnshire                         | Lincoln                              |
| 5b          | Lincolnshire (część)  | Lincolnshire                         | North Kesteven                       |
| 5c          | Lincolnshire (część)  | Lincolnshire                         | South Kesteven                       |
| 5d          | Lincolnshire (część)  | Lincolnshire                         | South Holland                        |
| 5e          | Lincolnshire (część)  | Lincolnshire                         | Boston                               |
| 5f          | Lincolnshire (część)  | Lincolnshire                         | East Lindsey                         |
| 5g          | Lincolnshire (część)  | Lincolnshire                         | West Lindsey                         |
| 6a          | Leicestershire        | Leicestershire                       | Charnwood                            |
| 6b          | Leicestershire        | Leicestershire                       | Melton                               |
| 6c          | Leicestershire        | Leicestershire                       | Harborough                           |
| 6d          | Leicestershire        | Leicestershire                       | Oadby and Wigston                    |
| 6e          | Leicestershire        | Leicestershire                       | Blaby                                |
| 6f          | Leicestershire        | Leicestershire                       | Hinckley and Bosworth                |
| 6g          | Leicestershire        | Leicestershire                       | North West Leicestershire            |
| 7           | Leicestershire        | Leicester                            | Leicester                            |
| 8           | Rutland               | Rutland                              | Rutland                              |
| 9           | Northamptonshire      | West Northamptonshire                | West Northamptonshire                |
| 10          | Northamptonshire      | North Northamptonshire               | North Northamptonshire               |